# WZT-3裝甲救濟車
WTZ-3裝甲救濟車（波蘭語：Wóz zabezpieczenia technicznego，直譯為技術保障車第3型）是波蘭以T-72主力戰車底盤為基礎改造的裝甲救濟車，除了波蘭陸軍外，一些採購T-72的國家亦向波蘭採購技術授權製造改裝同型車輛。

## 簡介
波蘭在引進T-72M生產線後，現役由T-55底盤打造的WTZ-2裝甲救濟車重量較輕，且出力稍弱，不適合拖曳重量大增到45公噸級的T-72，因此波蘭軍方也依循蘇聯設計開發本國版BREM，波蘭汽車與裝甲技術軍事研究所提出技術規格後，由位在格利維采的Bumar集團天鵝城工廠在1986年完成原型車，1989年開始量產。WTZ-3的設計概念與蘇聯原版差距不大，1990年代波蘭研發出PT-91主力戰車並量產後，WTZ-3接受了相同的動力升級套件，引進S-12U柴油引擎的版本稱為WTZ-3M，可從舊有量產車進行更新。
WTZ-3為一輛具備全車封閉式核生化防護設計的裝甲救濟車。設計為4人車組，乘員有駕駛、車長、機械工程師、工程裝備操作員。車輛配備的工程設備具有獨立吊掛T-72砲塔或是拖曳T-72整車的動力能量，可為T-72進行標準野戰維修。
- TD-50型可伸縮吊臂液壓起重機:吊臂長可從5.8公尺至8公尺間調整，可吊運重量13.5公噸（8公尺狀態）-15公噸（5.8公尺狀態）。
- 機械式絞盤(主要)：拉力280千牛頓，絞盤纜繩最大長200公尺
- 液壓絞盤(輔助)：拉力20千牛頓，絞盤纜繩最大長400公尺
- 推土鏟：直徑全長360.5公分、高90公分
- 電氣焊接、乙炔焊割工具機
- 空氣壓縮機等標準機械修護工具

車輛後方的儲物區可以放置3.5公噸重，供戰車維修使用的零件儲備。

## 採用國家
由於T-72普遍授權給華沙公約組織國家，因此在冷戰期間WTZ-3主要供應波蘭陸軍自用。在冷戰結束後，波蘭為了擴展市場，積極向東歐圈以外的國家推銷波蘭武器，一部分使用T-72或是PT-91的國家也引進了WTZ-3M裝甲救濟車，在國際上小有所獲。
- 印度：556輛，目前最大的使用客戶。1999年訂購44輛WTZ-3，總價3,200萬美元，引擎使用印度庫存品，在2000年4月至2001年5月間完成交車。2002年訂購第二批80輛，總價8000萬美金，車輛在2003-2004年間交貨。2004年3月30日，訂購了第三批，共228輛WTZ-3，總價2.1億美元，在2004至2007年間交車。2011年，訂購第四批WTZ-3，採購數量204輛，總價2.75億美元，印度得到波蘭許可在印度當地設廠組裝，並使用60%的印度自製零件。
- 科威特：從南斯拉夫獲得WTZ-3，南斯拉夫採購了40份改造套件，但不確定實際撥交數量，外界推測有15-22輛。
- 马来西亚：與PT-91主力戰車同時採購，精確數量不明，但外界推估採購了10-14輛WTZ-3M
- 波蘭：原始使用國，1989至2003年採購了20輛WTZ-3與9輛WTZ-3M，原先的舊版車在2003年後已接受WTZ-3M標準升級。
- 南斯拉夫：獲得波蘭授權生產WTZ-3，實際產量不明，南斯拉夫解體後其車輛分別由塞爾維亞與克羅埃西亞接收，另外還轉售給科威特。